# Tanja Maljartjuk
Tetjana "Tanja" Volodymyrivna Maljartjuk (ukrainska: Тетяна "Таня" Володимирівна Малярчук, tyska: Tetjana "Tanja" Wolodymyriwna Maljartschuk, född 1983 i Ivano-Frankivsk. Hon skriver både på ukrainska och tyska.

## Karriär
Tanja Maliartjuk började med flera volymer av noveller: Adolfo's Endspiel, or A Rose for Liza (2004), From Top to Bottom: A Book of Fears (2006), How I Became a Saint (2006), To Speak (2007), och Zviroslov (2009). Hennes första roman, Biography of an Accidental Miracle, publicerades 2012.
Maljartjuk har skrivit på tyska sedan 2014. 2018 vann hon Ingeborg Bachmann-priset för Frösche im Meer (Grodor i havet), en opublicerad text som hon läste på Festivalen för tyskspråkig litteratur.
Hennes ukrainska verk har översatts till tyska sedan 2009 (Neunprozentiger Haushaltsessing, Biografie eines zufälligen Wunders, båda av Residenz Verlag). Vissa har också översatts till engelska. Novellen Me and My Sacred Cow publicerades i Best European Fiction 2013, redigerad av Aleksandar Hemon.
Tanja Maljartjuk bor i Wien.

## Utmärkelser
2013 – "Kristal Vilenica-2013" (Slovenien)
2013 – Joseph Conrad-Korzeniowskis litterära pris
2016 – BBC Ukrainian's Book of the Year 2016 Award
2018 – Ingeborg Bachmann Award